# Astronia pulchra
Astronia pulchra är en tvåhjärtbladig växtart som beskrevs av S.Vidal. Astronia pulchra ingår i släktet Astronia och familjen Melastomataceae. Inga underarter finns listade i Catalogue of Life.